# 高橋良輔 (俳優)
高橋 良輔（たかはし りょうすけ、1984年5月14日 - ）は、日本の俳優、声優である。東京都出身。身長171センチメートル。スワロウおよびG-STAR.PRO所属。

## 来歴
0歳スイミングから水泳を習っており、剣道やサッカー、体操も習っていたという。バスケットボールブームに乗っかって中学と高校ではバスケ部であったが、中学3年の夏の大会の直前の試合で足首を骨折し、その後のリハビリの影響で左足の骨が高校1年の時にダメになったことで、激しい運動にストップがかかった。
その当時によく観ていた『バック・トゥ・ザ・フューチャー』がきっかけで、15歳から俳優の青木和代が先生を務める芝居のワークショップに通うようになり、青木の「役者を続けなさい」という言葉に背中を押され俳優になることを決意し、当時受けたオーディションの事務所の養成所に通うこととなった。
親とは20歳までにデビューできなかったら役者を辞めると約束していたが、2004年にテレビドラマ『WATER BOYS2』のオーディションに受かって俳優デビューする。2005年に『超星艦隊セイザーX』の主演・安藤拓人 / ライオセイザー役を務めた。2011年から活動の中心を舞台に移し、近年では舞台演出も自ら手掛けている。
2018年からはアニメ作品や特撮作品にて声優としての活動も開始し、『SSSS.GRIDMAN』のサムライ・キャリバー役で初めてのメインキャラクターを務めた。2020年には舞台『SSSS.GRIDMAN』でも高橋が主演として同役を演じる予定であったが、新型コロナウイルス感染症拡大の影響により公演中止となった。

## 人物
特技は水泳・剣道。趣味は筋トレ・ダイビング。
幼少期は、『超獣戦隊ライブマン』『高速戦隊ターボレンジャー』『地球戦隊ファイブマン』など、ヒーローに憧れており、毎年12月には『ゴジラvsキングギドラ』から『ゴジラvsデストロイア』までの「平成ゴジラ」を映画館に観に行くのが楽しみであったという。
スナックを経営していた父親の「不潔な身なりはするな」「社交界を舐めるな」「ちゃんとした場には、襟付きで行け」という口癖から、『セイザーX』のオーディションには「短髪ヘアーに、黄緑のラコステポロシャツ襟立て」を自然と着ていったため、高橋のマネージャーは昭和の男のような役であった安藤拓人役に受かるかもと大喜びであったという。
プライベートでは、2021年10月1日に女優の角島美緒との結婚を報告した。

## 出演

### テレビドラマ
- WATER BOYS2（2004年7月 - 9月、フジテレビ） - 新沼 役
- H2〜君といた日々（2005年1月 - 3月、TBS） - 桑田良輔 役
- 超星艦隊セイザーX（2005年10月 - 2006年6月、テレビ東京） - 主演・安藤拓人 / ライオセイザー、安藤宗二郎（18歳時） 役[注釈 1]
- レガッタ〜君といた永遠〜（2006年7月 - 9月、テレビ朝日） - 高林良輔 役
- クピドの悪戯 虹玉（2006年10月 - 12月、テレビ東京） - 睦月智也 役
- 山田太郎ものがたり（2007年7月 - 9月、TBS） - 大久保進 役
- 土曜プレミアム 島根の弁護士（2007年7月14日、フジテレビ） - 川田雄一 役
- 愛の劇場 スイート10〜最後の恋人〜（2008年3月 - 5月、TBS）
- 東京ゴースト・トリップ 第6話（2008年5月、TOKYO MX） - 溝口護 役
- 寧々〜おんな太閤記（2009年1月2日、テレビ東京）
- キイナ〜不可能犯罪捜査官〜（2009年1月 - 3月、日本テレビ） - 花田洋介 役
- となりの芝生 第11話（2009年9月9日、TBS） - ウェイター 役
- 白旗の少女（2009年9月30日、テレビ東京）
- 交渉人〜THE NEGOTIATOR〜第2シリーズ 第4話（2009年11月12日、テレビ朝日） - 一ノ瀬浩二 役
- 水曜シアター9 懸賞金〜目撃証言に三千万円を賭けた女〜（2010年3月3日、テレビ東京） - 福山正希 役
- TRICK 新作スペシャル2（2010年5月15日、テレビ朝日）
- ハンチョウ〜神南署安積班〜 第3シリーズ 第7話（2010年8月16日、TBS） - 八木沼 役
- ほんとにあった怖い話「レインコートの女」（2010年8月24日、フジテレビ） - マネージャー 役
- 美咲ナンバーワン!! 第5話（2011年2月9日、日本テレビ）
- 土曜ワイド劇場 温泉(秘)大作戦10（2011年8月20日、ABC・テレビ朝日） - 松山明哲 役
- クロヒョウ2 龍が如く 阿修羅編 第3話（2012年4月19日、MBS）
- 仮面ライダーウィザード 第6・7話（2012年10月7・14日、テレビ朝日） - 山形耕一 役
- 秋のドラマ特別企画 命〜天国のママへ〜（2013年11月11日、TBS） - 真司 役
- トクボウ 警察庁特殊防犯課 第4話（2014年4月24日、読売テレビ） - 青木信二 役
- ビンタ!〜弁護士事務員ミノワが愛で解決します〜 第11話（2014年12月11日、読売テレビ） - 井上健児 役
- スター☆ジャン神（2019年1月 - 3月、テレビ神奈川） - 中西将 役
- ネコ戦隊びたたま（2019年10月 - 12月、テレビ東京） - びたたまブルー / オマリーの声
- ウルトラマントリガー NEW GENERATION TIGA（2021年7月24日 - 2022年1月22日、テレビ東京） - ヒュドラムの声[9]
- 全っっっっっ然知らない街を歩いてみたものの Season2 第5話（2022年4月3日、フジテレビ） - 店員 役

### 映画
- 劇場版 超星艦隊セイザーX 戦え!星の戦士たち（2005年） - 主演・安藤拓人 役[2]
- 激情版 エリートヤンキー三郎（2009年）
- 手のひらの幸せ（2010年）
- 劇場版 忍者じゃじゃ丸くん（2020年） - カラカッサ 役
- 水平線（2024年）[10]

### ウェブドラマ
- 100シーンの恋「夏の恋、2人の約束〜水泳編」（2009年、Voltage）

### 舞台
- ナツひとり -届かなかった手紙（2007年11月、新橋演舞場）
- ろまんす（2011年3月、アクアスタジオ）
- RING WANDERING（2011年5月・7月、SPACE107）
- 流れる雲よ（2011年6月、新国立劇場小劇場） - 赤沢利夫（少尉） 役
- 十二人の怒れる人々（2011年7月、アクアスタジオ）
- Missing Link（2011年9月、シアターサンモール）
- 幸福レコード（2011年10月、相鉄本多劇場） - 池内創 役
- 時計〜僕がいる理由〜（2011年12月 - 2012年1月、アクアスタジオ）
- Fruits（2012年2月、小劇場楽園）
- 〜天翔ける盗賊〜石川五右衛門（2012年3月、東京グローブ座） - 斬太 役
- 新撰組あと始末記（2012年6月、博品館劇場） - 斎藤一 役
- EXTENSION! II（2012年7月、さくらホール）
- GO, JET! GO! GO! 〜I LOVE YOUが言えなくて〜（2012年10月、SPACE107）
- ライン（2012年12月、シアターサンモール） - ミコト（鞘草弥琴） 役
- 樅ノ木は残った（2013年1月、新歌舞伎座）
- 黒蜥蜴（2013年4月 - 6月、PARCO劇場 他）
- 六畳一間で愛してる（2013年9月、アクアスタジオ）
- theatrical（2013年12月、赤坂レッドシアター）
- ノケモノノケモノ（2014年5月 - 7月、天王洲 銀河劇場 他）
- Kiss Me You〜がんばったシンプー達へ〜（2014年9月、キンケロ・シアター）
- TOKYO:PUNCH-LINER（2015年3月、THE GAME） - MCイエローキャップ 役
- 下天の華（2015年5月、全労済ホール/スペース・ゼロ） - 羽柴秀吉 役
  - 夢灯り（2016年5月、全労済ホール/スペース・ゼロ） - 羽柴秀吉 役
- ダイヤのA The LIVE（2015年8月、Zeppブルーシアター六本木） - 伊佐敷純 役
  - II（2016年3月 - 4月、天王洲 銀河劇場 他） - 伊佐敷純 役
  - III（2016年8月、Zeppブルーシアター六本木） - 伊佐敷純 役
  - IV（2017年4月、シアター1010 他） - 伊佐敷純 役
  - V（2017年9月、新神戸オリエンタル劇場 他） - 伊佐敷純 役
- 放浪記（2015年10月 - 2016年1月、シアタークリエ 他）
- 流砂ゑ堕つ（2016年9月 - 10月、下北沢「劇」小劇場） - 河野吉雄 役
- バック・トゥ・ザ・ホーム（2016年11月、赤坂レッドシアター） - 高橋良輔 役
- ENDorphin（2016年12月、全労済ホール/スペース・ゼロ） - 男8（ヨーゼフ・ゲッベルス、マーク・トウェイン） 役
- パインソー 14th りったいきかく 2016 - 2017「そう しそう あい」（2017年3月13日、下北沢シアター711） - 高橋名人 役
  - 15th まなつのりったいきかく 2017「extreme+logic(S)」（2017年7月 - 8月、演劇専用小劇場BLOCH） - 工藤 役
  - 16th バイナリーツアー2018 初夏「BROTHER B75」（2018年6月19日、下北沢シアター711） - 日替りゲスト
- パブロ学級①「4年で正月」（2017年5月、下北沢OFF・OFFシアター）
  - ③「柿泥棒が合図」（2018年5月、下北沢OFF・OFFシアター） - 声の出演
- DisGOONie Presents Vol.4「From Three Sons of Mama Fratelli」「SECOND CHILDREN」（2017年6月 - 7月、梅田芸術劇場シアター・ドラマシティ） - 甲斐彦 役
  - 「PHANTOM WORDS」（2019年3月、ヒューリックホール東京）[11] - 陳勝 役
- ハッピーハードラック（2017年6月26日、恵比寿・エコー劇場） - 日替わりゲスト・高田 役
- モブサイコ100（2018年1月、天王洲 銀河劇場） - 佐川 役
- 夜ふかしの会 コントライブ 「夜ふかしの会 危機一発2」（2018年8月23日 - 24日、しもきた空間リバティ） - ゲスト出演
- バック・トゥ・ザ・ホーム2018（2018年11月、赤坂レッドシアター） - 高橋良輔 役
  - 2（2018年11月、赤坂レッドシアター） - 高橋良輔 役
  - ハーフ（2020年10月、生配信舞台） - 高橋良輔、チョウシテン 役
  - ファイナル（2022年8月24日 - 9月4日、シアターサンモール） - 高橋良輔 役
- MASHIKAKU CONTE LIVE「ユニコーン」（2019年1月、博品館劇場）
  - 「リンドバーグ」（2020年1月、博品館劇場）
- 魍魎の匣（2019年6月 - 7月、天王洲 銀河劇場 他） - 関口巽 役
- お静かにどうぞ（2019年8月 - 9月、シアターサンモール）
- ホテル アヴニール（2020年12月、Theater Mixa）
- 饗宴「ONLY SILVER FISH」（2021年7月、DisGOONies） - マシュー 役
- RUST RAIN FISH（2021年9月、紀伊國屋サザンシアター 他） - 黒木(仮) 役
- mjbコントライブ「mix! jam! blend! assemble!」（2021年11月13日・14日、アトリエファンファーレ高円寺）[12]
  - 「Re:mix!jam!blend!」（2022年11月10日 - 13日、DDD青山クロスシアター）[13]
- 舞台「よんでますよ、アザゼルさん。」（2023年2月10日 - 26日、Mixalive TOKYO Theater Mixa）[14]
- 朗読劇｢絶滅ホスト｣（2023年9月26日 - 10月1日、Mixalive TOKYO Theater Mixa）- 脚色・演出 [15]
- モンスター・コールズ（2024年2月10日 - 3月3日、PARCO劇場 / 3月8日 - 17日、COOL JAPAN PARK OSAKA WWホール）[16]
- 黄金仮面-masque dore-（2024年10月11日 - 20日、天王洲 銀河劇場） - 鷲尾侯爵役[17]

### その他のテレビ番組
- 戦国鍋TV 〜なんとなく歴史が学べる映像〜（2011年、テレビ神奈川 他）
  - 「戦国サポートセンター2・3」 - 川田義朗 役
  - 「家康徳川の統べりたい話」 - 徳川家重 役
- 小林賢太郎テレビ 7「知らなくていい世界」（2015年5月、NHK BSプレミアム）

### CM
- au「誰でもウェルカムキャンペーン」（2007年）
- 資生堂「アデノゲン」Web CM（2015年）
- “理想の医師へ” 慈恵医大研修医募集PV（2015年）
- 衛星放送協会「不正アップロード防止キャンペーン」（2016年）
- シンコールグループ「耐次亜塩素酸対応商品CM」（2020年）
- 東洋水産「QTTAお昼の連続ドラマ 食欲の導火線」Web CM（2020年）
- アサヒビール「アサヒビール史上、最も高スペックな新ジャンル」編（2022年） - 出演、ナレーション
- しんくみバンク「わたしの街のシンクミさん　枝砂さるかに合戦」編（2023年）‐出演

### ナレーション
- サラリーマン流 高貴な幼女の護りかた Web CM（2018年、ナレーション、榊平蔵）
- 特殊金属エクセル コーポレートムービー「Be a Niche-Top!」（2019年、ナレーション）
- 日本旅行 Web CM
  - 「REAL TRAVEL 日本旅行の挑戦」（2021年、ナレーション）
  - 「日本の地域ソリューション【熊本編】」（2022年、ナレーション）
  - 「□×□進化型ツーリズム」（2022年、ナレーション）
- デルタ電子株式会社「Delta EV Charging Station (Yokohama)」（2021年、ナレーション）
- FANCL 創業ストーリー「妻への贈りもの」（2021年、ナレーション）
- YouTube「国際交流基金『日本語パートナーズ』」（2022年、ナレーション）

### オリジナルビデオ
- リバイスForward 仮面ライダーライブ&エビル&デモンズ（2023年5月10日） - 市村景孝 役[18]

### テレビアニメ
2018年
- Cutie Honey Universe（PCIS捜査官2、男、バイヤーW、パペットパンサー2）
- デビルズライン（男）
- Caligula -カリギュラ-（男子生徒C）
- SSSS.GRIDMAN（サムライ・キャリバー、闘士ウルトラマンヒカリ） - 2023年に劇場総集編公開

2019年
- 臨死!!江古田ちゃん（オペレーター男）
- おじゃる丸（ドッグカフェの店長、カップル、イケメンB）
- コップクラフト（トニー・マクビー）
- ヴィンランド・サガ（イングランド兵、アシェラッド傭兵団員、ゴルムの村 村人、デンマーク軍衛兵、酒場の客）
- 超人高校生たちは異世界でも余裕で生き抜くようです!（ゲイル）
- GRANBLUE FANTASY The Animation Season 2（将校）

2020年
- Fate/Grand Order -絶対魔獣戦線バビロニア-（ウルク兵士）
- ダイヤのA actII（荒井強啓）
- 富豪刑事 Balance:UNLIMITED（梅津三樹夫）

2021年
- バトルアスリーテス大運動会 ReSTART!（ベータ）
- セスタス -The Roman Fighter-（ラドック）
- オッドタクシー（運転手）
- ゲッターロボ アーク（高橋所員、整備班長、バイス）
- 魔入りました!入間くん（インプ・ロッキー）
- ブルーピリオド（館主）

2023年
- 異世界のんびり農家（ガルフ）
- 贄姫と獣の王（門番）
- BLEACH 千年血戦篇-訣別譚-（聖兵）

2024年
- スナックバス江（勇者）※エンディングカラオケ映像の脚本・構成・監督も担当
- ダンジョン飯（カカ）

### 劇場アニメ
- 映画 オッドタクシー イン・ザ・ウッズ（2022年）
- グリッドマン ユニバース（2023年、サムライ・キャリバー[28]）

### OVA
- DAYS（2018年、古賀） - コミックス第27巻DVD付き限定版
- 怪獣娘（黒）〜ウルトラ怪獣擬人化計画〜（2018年、担任）

### Webアニメ
- ケンガンアシュラ（2019年、観客B、原田徳治郎、ガヤA、呉怜一[29]、ヤクザA） - 2シリーズ  [一覧 1]
- 天空侵犯（2021年、アフロ仮面）
- 伊藤潤二『マニアック』（2023年、警察、ボウガン男、僧侶）
- ライジングインパクト（2024年、医師）

### ゲーム
- ファイブキングダム -偽りの王国-（2018年、グロック、バアルゼブル、クラウス）
- 黒騎士と白の魔王（2019年、織田信長）
- スーパーロボット大戦30（2021年、サムライ・キャリバー）
- クイズRPG 魔法使いと黒猫のウィズ（2023年、ルキウス・マクシマス）
- スーパーロボット大戦DD（2023年、サムライ・キャリバー）
- コンバージェンス： リーグ・オブ・レジェンド ストーリー（2023年、ワイエス）
- 神之塔：NEW WORLD（2024年、真田ユタカ）
- アーキエイジ ウォー（2024年、フェレダン）
- カイジ外伝：激熱の街（2024年、遠藤勇次）

### ボイスドラマ
- SSSS.GRIDMAN ボイスドラマ（2018年、サムライ・キャリバー）
- 真の仲間じゃないと勇者のパーティーを追い出されたので、辺境でスローライフすることにしました（2019年、ハビエル） - 小説第5巻ドラマCD付き特装版
- リコリス・リコイル（2023年） - ボイスドラマ付きビッグタペストリー

### 吹き替え

#### ドラマ
- 刑事ルーサー（2019年）
- ミスター・ロボット（2019年）
- エレメンタリー ホームズ&ワトソン in NY（2019年）
- ホット・ゾーン（2019年、オーマン）
- ブリーズ 〜父親の葛藤〜（2020年）
- 私の国（2020年、パク・チド）
- リンカーン 殺人鬼ボーン・コレクターを追え!（2021年、エリック〈ラムセス・ヒメネス〉[30]）
- 今、私たちの学校は…（2022年、チャンフン〈シン・ジェフィ〉[31]）
- 還魂 シーズン2（2023年、ソ・ユノ〈ト・サンウ〉）

#### 映画（吹き替え）
- UNBROKEN PATH TO REDEMPTION（ピート・ザンペリーニ）
- フッド: ザ・ビギニング（2020年、僧侶4）
- ジェントルメン（2021年、ジム〈エリオット・サムナー〉[32]）
- ミッション:インポッシブル/ファイナル・レコニング（2025年、ヘイガー〈トマス・パレデス〉[33]）

### 玩具
- ウルトラマントリガー DXガッツハイパーキーPremium  闇の3巨人セット（2022年8月）

### その他コンテンツ
- ULTRAMAN×SSSS.GRIDMAN 宇宙船告知PV（2022年4月、サムライ・キャリバー、ナレーション）

## ディスコグラフィ

### キャラクターソング
| 発売日        | 商品名                                                 | 歌                                                                   | 楽曲                 | 備考                                                               |
| ------------- | ------------------------------------------------------ | -------------------------------------------------------------------- | -------------------- | ------------------------------------------------------------------ |
| 2019年1月16日 | SSSS.GRIDMAN CHARACTER SONG.4                          | 新世紀中学生                                                         | 「Xenon's Justice」  | テレビアニメ『SSSS.GRIDMAN』関連曲                                 |
| 2019年1月16日 | SSSS.GRIDMAN CHARACTER SONG.4                          | サムライ・キャリバー（高橋良輔）                                     | 「心ノ在処」         | テレビアニメ『SSSS.GRIDMAN』関連曲                                 |
| 2021年11月3日 | 『ウルトラマントリガー』キャラクターソングミニアルバム | カルミラ（上坂すみれ）、ダーゴン（真木駿一）、ヒュドラム（高橋良輔） | 「The End of LIGHT」 | 特撮テレビドラマ『ウルトラマントリガー NEW GENERATION TIGA』関連曲 |
| 2024年4月3日  | TVアニメ「スナックバス江」Cover Song Correction        | 勇者（高橋良輔）                                                     | 「夢を信じて」       | テレビアニメ『スナックバス江』エンディングテーマ                   |

### ユニットメンバー
1. ↑  サムライ・キャリバー（高橋良輔）、マックス（小西克幸）、ボラ―（悠木碧）、ヴィット（松風雅也）

### シリーズ一覧
1. ↑  シーズン1/パート1・2（2019年）